# Statistischer Richtfaktor
Der statistische Richtfaktor {\displaystyle \Gamma }st (Gamma) (auch Richtabweichungsfaktor bzw. statistischer Richtungsfaktor genannt) ist in der Akustik eine der Größen zur Beschreibung der Richtcharakteristik einer Schallquelle. Er ist definiert als Verhältnis des Effektivwertes des Schalldrucks in einer bestimmten Abstrahlrichtung {\displaystyle (\varphi ,\theta )} und Entfernung zum über alle Abstrahlrichtungen gemittelten Effektivwert des Schalldrucks in derselben Entfernung:
{\displaystyle \Gamma _{st}={\frac {{\tilde {p}}(\varphi ,\theta )}{\sqrt {\frac {}{{\tilde {p}}^{2}(\varphi ,\theta )}}}}}.
Der statistische Richtfaktor ist damit von der Abstrahlrichtung abhängig, Werte > 1 stehen für bevorzugte Abstrahlrichtungen.
In analoger Weise lässt sich auch für Schallempfänger, z. B. Mikrofone, ein statistischer Richtfaktor angeben.
Der Richtabweichungsgrad ist das Quadrat des statistischen Richtfaktors, das Richtabweichungsmaß bzw. Richtwirkungsmaß ist das zugehörige Maß mit der Hilfsmaßeinheit Dezibel:
{\displaystyle G=20\lg \Gamma _{st}\;\mathrm {dB} .}